# Etnologický ústav Akademie věd České republiky
Etnologický ústav Akademie věd České republiky, v. v. i., je veřejnou výzkumnou institucí zřizovanou Akademií věd ČR. Jeho cílem je výzkum v oboru etnologie a bezprostředně souvisejících oborech (např. kulturní antropologie či etnomuzikologie).

## Historie
Počátky Etnologického ústavu sahají do počátku 20. století, protože navazuje na sběratelský podnik Lidová píseň v Rakousku (1905) a na Státní ústav pro lidovou píseň (1919). Ten byl v roce 1953 začleněn do Akademie věd jako Kabinet pro lidovou píseň a současně vznikl Kabinet pro národopis. Jejich spojením (1954) vznikl Ústav pro etnografii a folkloristiku Československé akademie věd, začleněný r. 1993 do Akademie věd České republiky.Hlavní činnost ústavu spočívala v klasických národopisných výzkumech českého venkova. V menší míře byla pozornost věnována městského prostředí či mimoevropské etnologii. V r. 1999 se změnil název na Etnologický ústav AV ČR.
Mezi lety 2005–2018 byl součástí ústavu také Kabinet hudební historie, který se zaměřoval na muzikologický výzkum.

## Výzkumná činnost a služby veřejnosti
V současné době existují v rámci Etnologického ústavu tato výzkumná oddělení: historická etnologie, etnická studia a etnomuzikologie, která sídlí v Praze. Samostatné pracoviště je v Brně. Vycházejí zde také vědecká periodika Český lid a Historická demografie.
Ústav zřizuje též Středisko vědeckých informací, jehož součástí je archiv, knihovna a oborová bibliografie.